# Jacques Cooper
Pour les articles homonymes, voir Cooper.
Jacques Cooper, né le 23 janvier 1931 à Paris et mort le 30 mars 2024 à Asnières, est un styliste français, connu notamment pour avoir dessiné le premier TGV en 1981.
Après avoir débuté auprès de Raymond Loewy, il entre chez Alsthom où il élabore notamment le dessin du prototype de train à grande vitesse, le TGV 001 puis de la série du TGV Sud-Est.

## Biographie
Né le 23 janvier 1931 à Paris dans une famille de palefreniers d'origine anglaise (père) et sarthoise (mère), Jacques Cooper passe son enfance avec ses parents à Paris, où ils se sont installés. Attiré par le dessin dès son plus jeune âge, il entre en 1947 à l'école Boulle dans l'atelier de menuiserie en sièges et sort diplômé en 1951.
En 1953, l'école Boulle lui propose une place dans l'agence française du designer franco-américain Raymond Loewy ; il y reste jusqu'en 1957 et s'occupe entre autres d'aménagements de magasins (BHV, Monoprix, etc.). En 1957, il dessine un carénage pour un prototype d'hélicoptère de la société Sud-Aviation ; cet hélicoptère baptisé « Gouverneur » est un exemplaire unique, une « Alouette II » modifiée qui servira entre-autres pour les déplacements du président de la République René Coty.

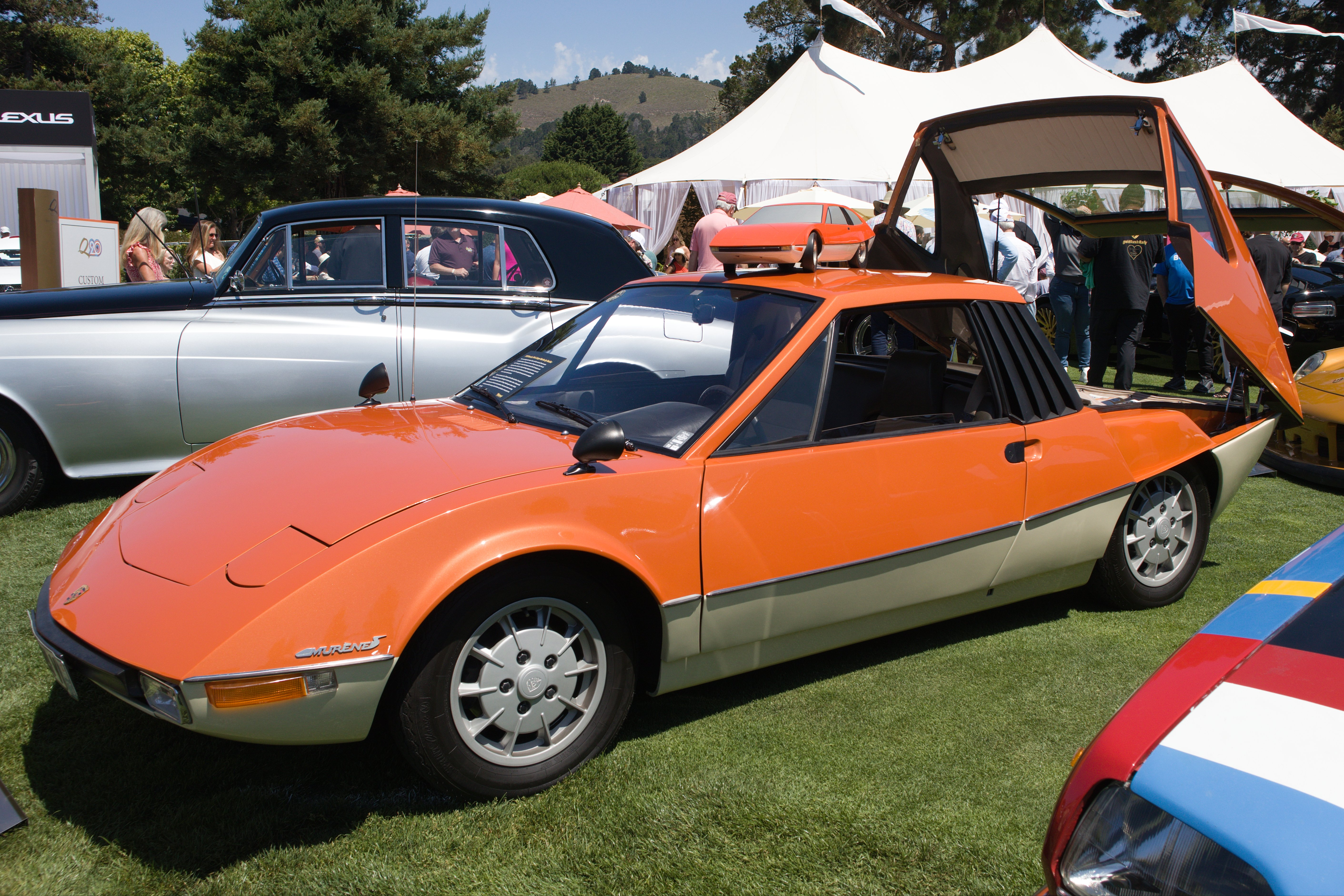
Porsche 914-6 Murène.

Il travaille ensuite sur la création d'une voiture personnelle pour Raymond Loewy, qui l'envoie ensuite en stage en Italie auprès du carrossier Mario Boano, alors chef de file du style de Fiat. Avec d'autres, il dessine la Porsche 911. En 1957, il est recruté par Renault qui avait repéré certains de ses dessins futuristes dans une revue automobile. Il y travaille trois ans, à l'époque de la conception des R4 et R8. Puis il est embauché dans la branche électroménager de General Motors,  Frigidaire, où il dessine entre autres des machines à laver le linge. Il travaille ensuite un an et demi chez Arthur Martin où il conçoit des appareils de chauffage avant de retourner chez General Motors. Par ses anciens contacts chez Renault, il est recruté à la fin des années 1960 par le constructeur mécanique Brissonneau et Lotz qui sous-traite pour l'industrie automobile et ferroviaire. On lui doit le dessin de la carrosserie du prototype Murène réalisé chez Heuliez sur la base d'une Porsche 914 à moteur central. Mais surtout il se voit confier le dessin pour Alsthom  d'« un train qui ne ressemble pas à un train » ; ses premiers croquis sur ce projet datent de 1969. En 1972, il rejoint Alsthom au moment où Brissonneau est racheté par ce dernier, où il conçoit la ligne extérieure et les aménagements intérieurs du turbotrain TGV 001.
Pour le TGV Sud-Est, la SNCF lance en 1975 un concours de design auprès de 4 agences françaises de design. Jacques Cooper y participe associé au Groupe Design MBD. La SNCF retient deux projets : celui de Design Programme de Roger Tallon et celui du Groupe Design MBD. Elle présente en gare de Lyon les maquettes des deux projets et organise une enquête qui n'apporte pas de résultats probants. Elle décide donc de confier le design de l'intérieur du TGV Sud-Est au constructeur retenu Alsthom. Tout naturellement c'est Jacques Cooper, designer « maison », qui réalise le programme. Son projet est immédiatement accepté pour ce qui est de la ligne extérieure — il conserve la couleur orange et la ligne générale du TGV 001 — mais il est invité à de nombreuses reprises à reprendre les aménagements intérieurs, depuis les sièges jusqu'aux poignées de porte.
Le projet global de Jacques Cooper pour le TGV Atlantique est rejeté en août 1986 et c'est finalement Roger Tallon qui se charge de l'aménagement des rames et de la livrée extérieure des voitures, Cooper se voyant octroyer la conception de la forme générale de la rame. Jacques Cooper est finalement remercié par Alsthom en 1987, non sans avoir dessiné le métro de Santiago, le métro du Caire (ligne équipée par Alsthom), ainsi que les locomotives chinoises diesel ND4 et électrique 8K, etc..
Jacques Cooper prend sa retraite dans sa maison de Suresnes. Il meurt le 30 mars 2024 à l’âge de 93 ans. Henri Poupart-Lafarge, le PDG d'Alsthom lui rend hommage en disant qu'il « marqué à jamais le secteur ferroviaire, en dessinant notamment le nez caractéristique du TGV orange, qui a ouvert la voie à la grande vitesse en France. »

## Réalisations de Jacques Cooper

Réalisations de Jacques Cooper.
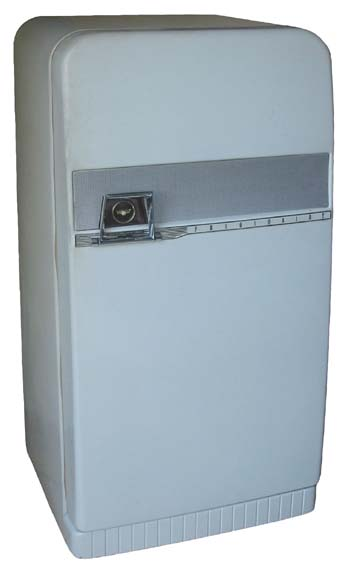
Réfrigérateur Frigidaire.
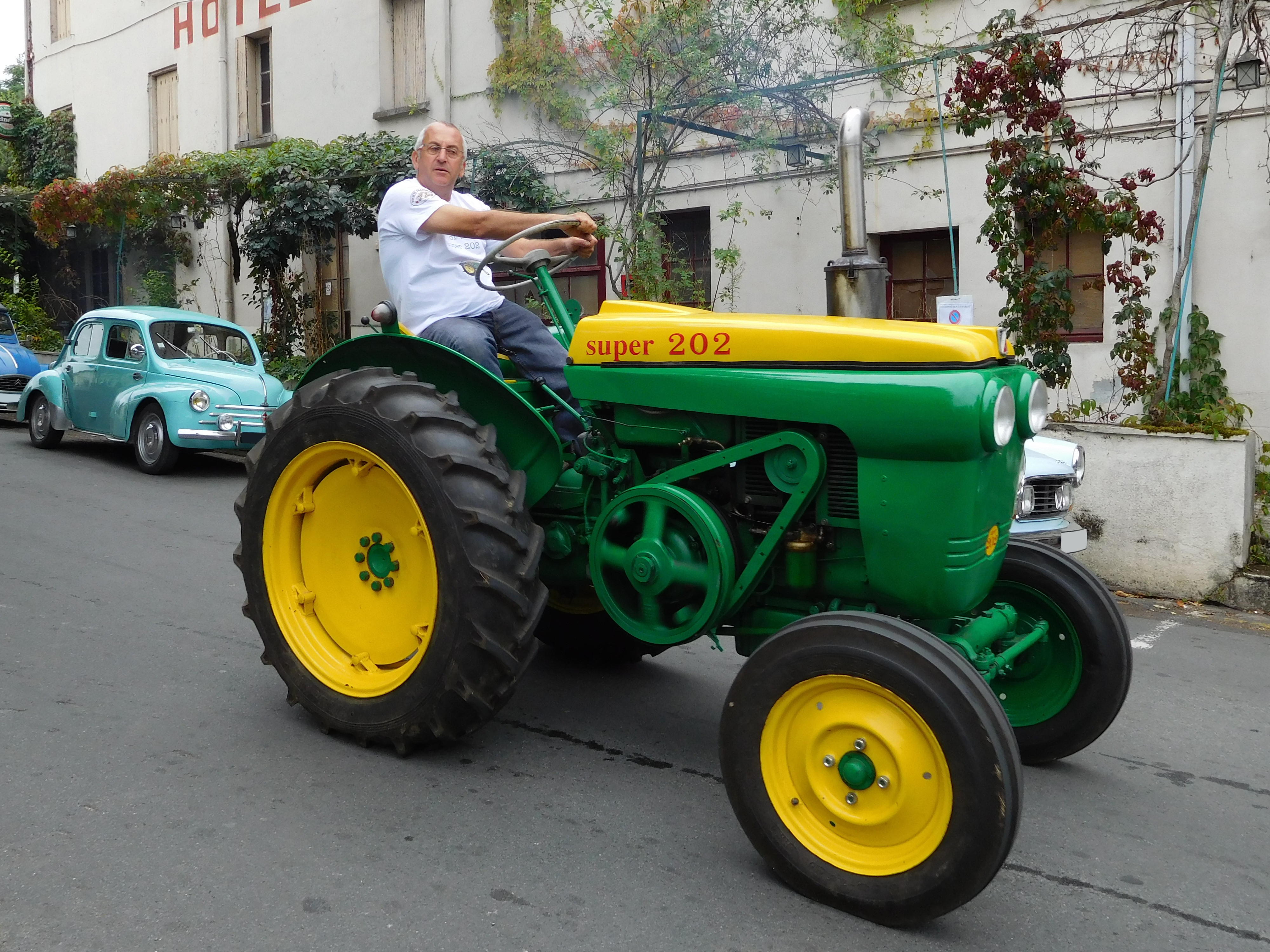
Tracteur SFV Super 202.
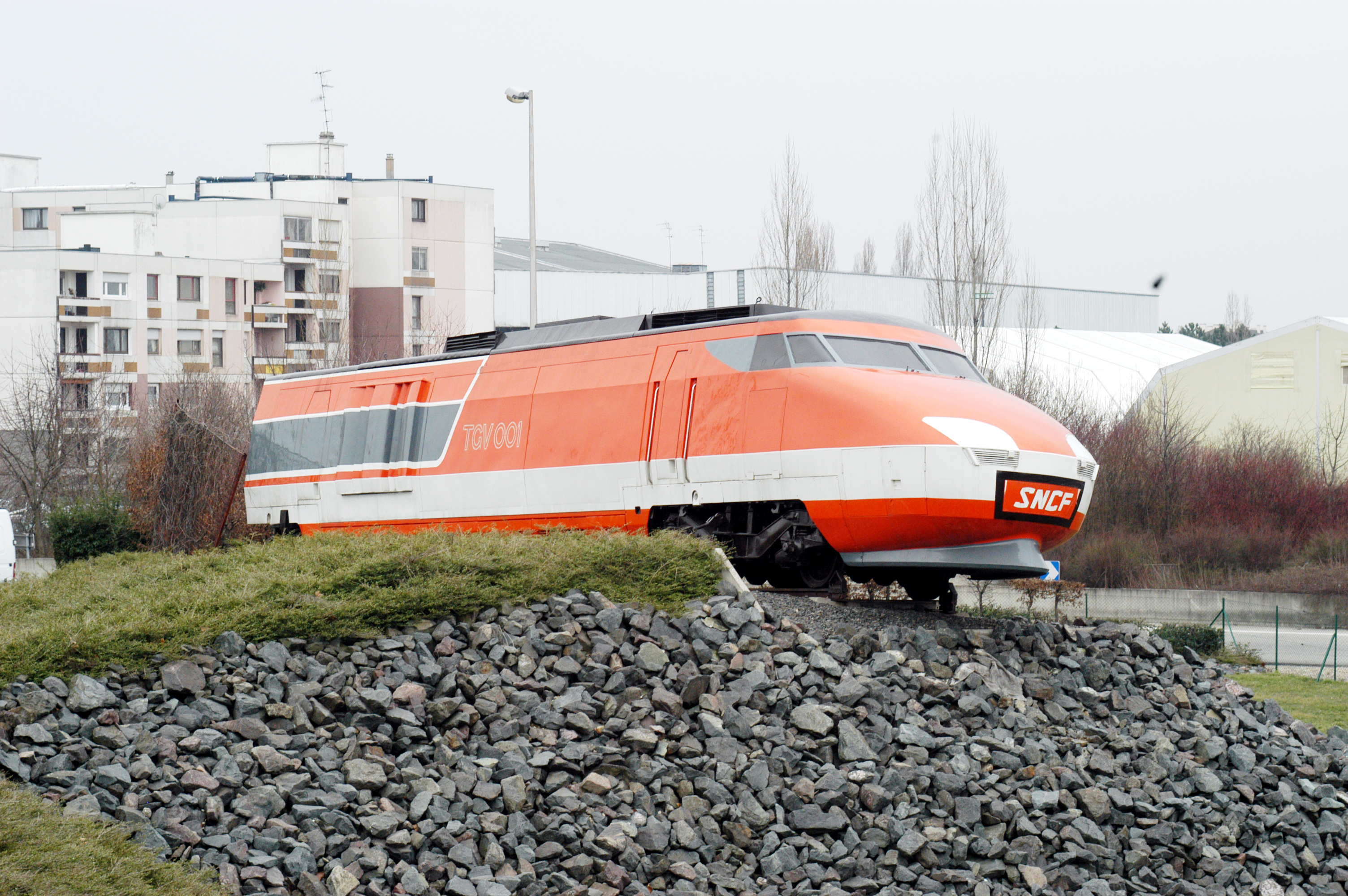
Motrice du TGV 001.
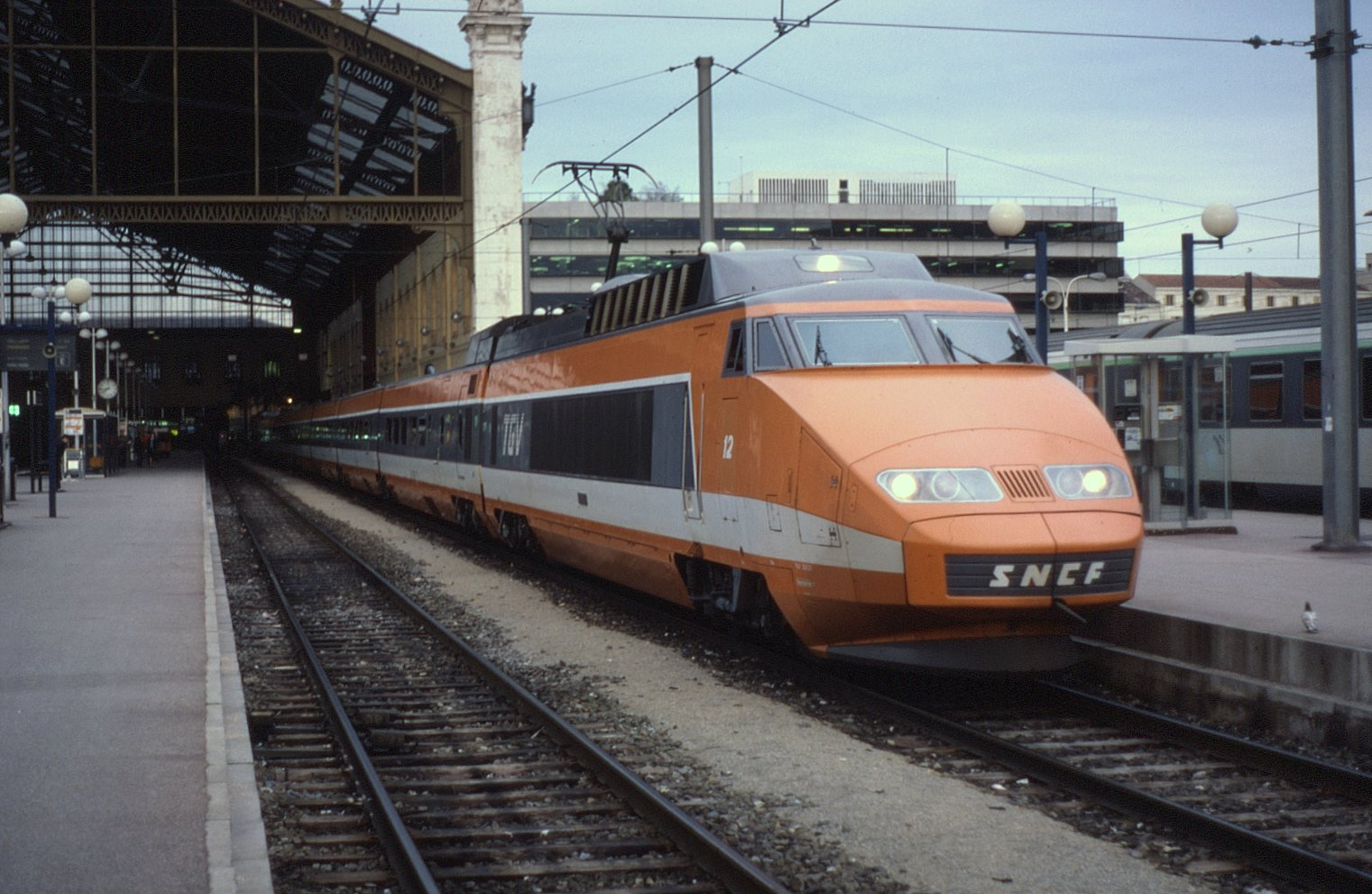
Rame TGV Sud-Est.
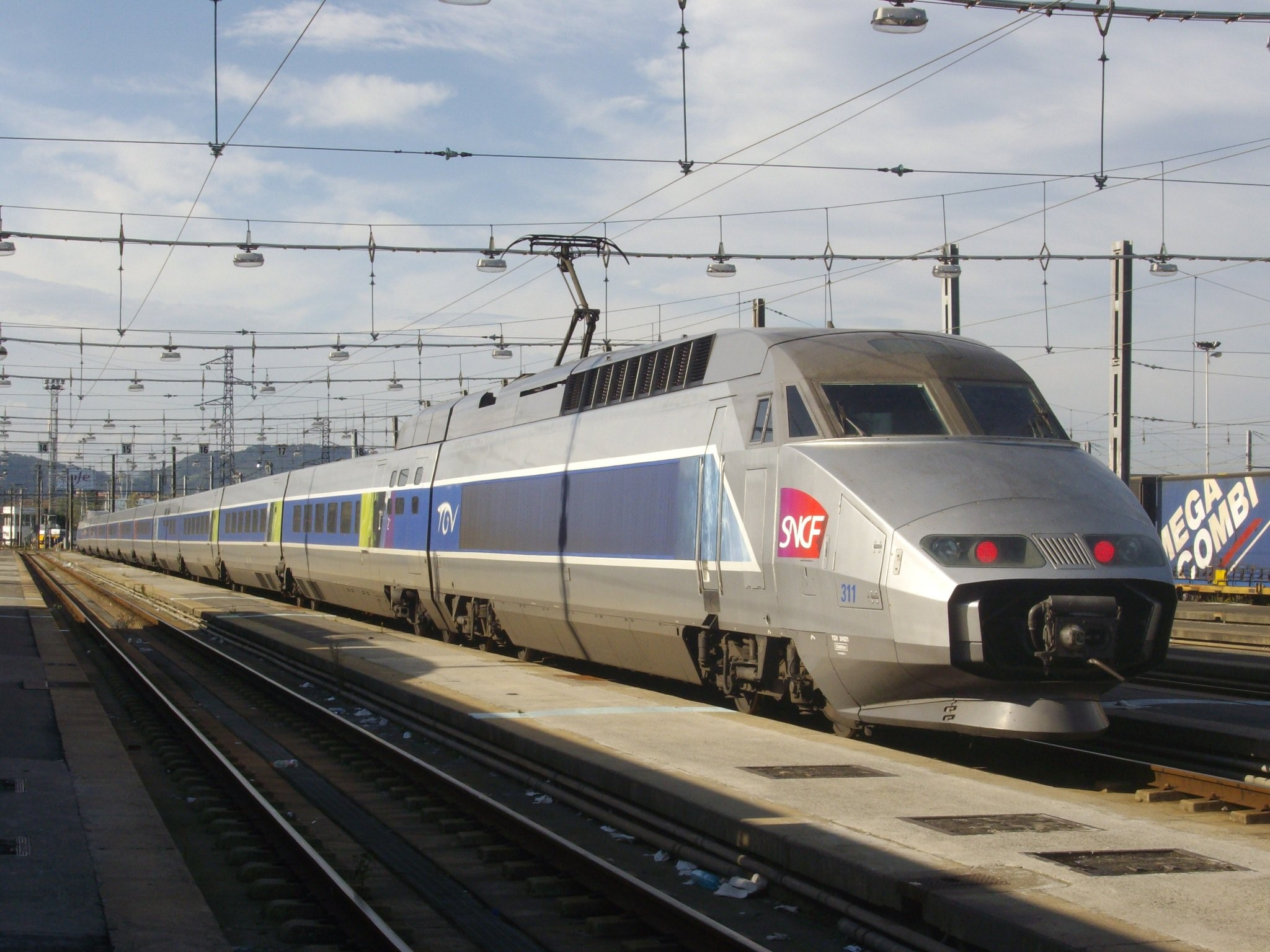
Rame TGV Atlantique.
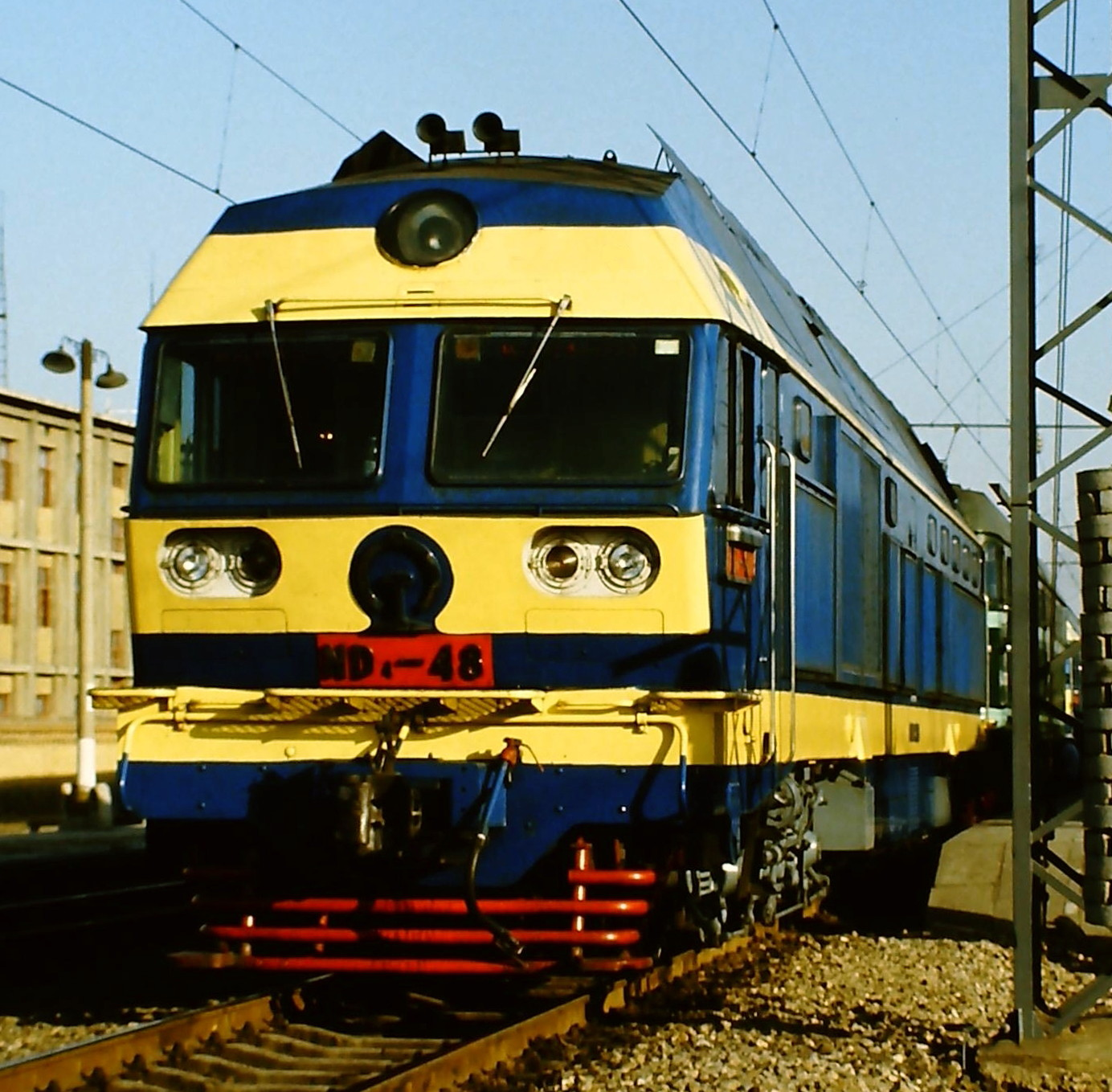
Locomotive diesel ND4 chinoise.
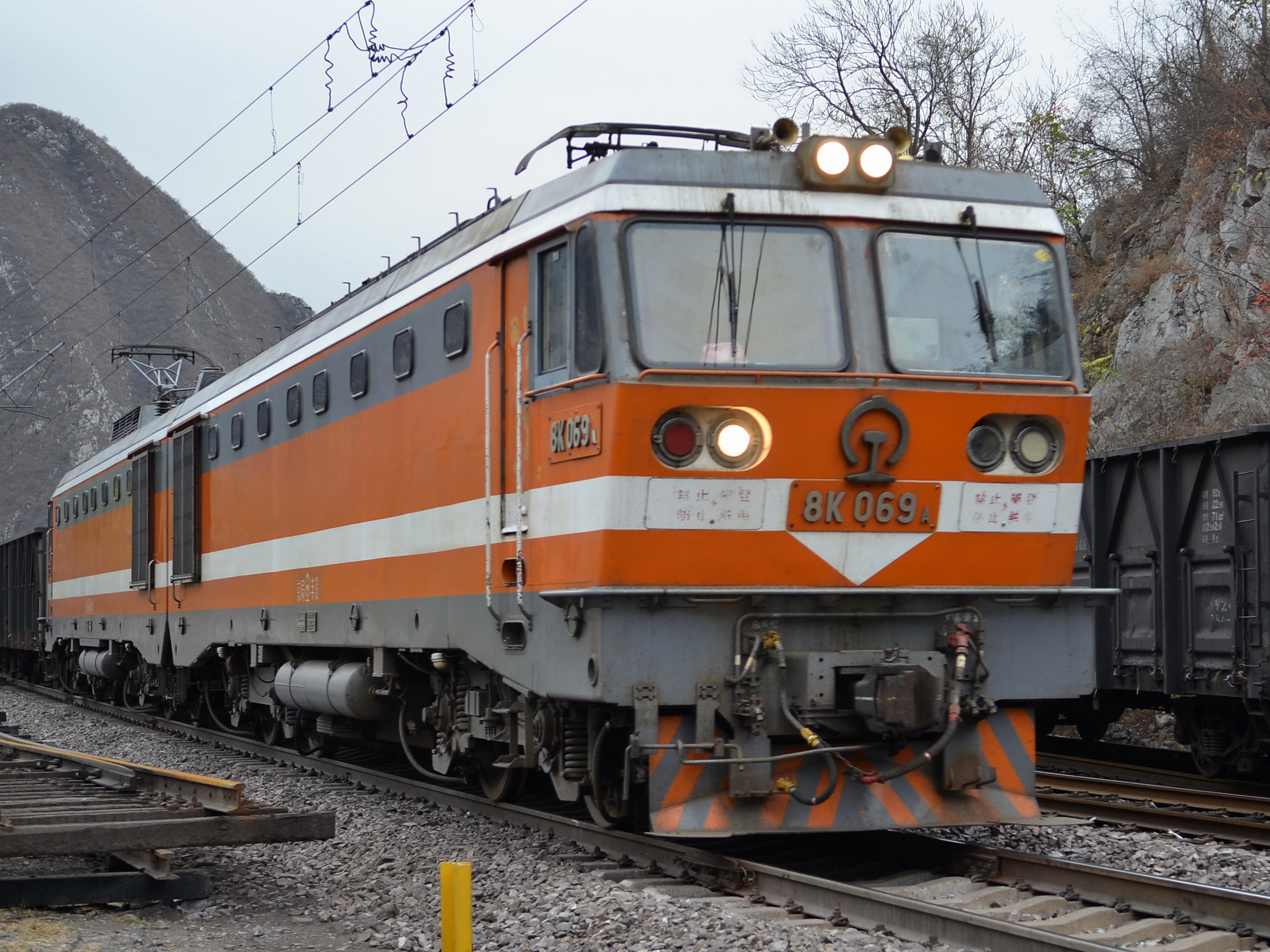
Locomotive électrique 8K chinoise.